# Giuseppe Fancelli
Giuseppe Fancelli (Bologna, 23 febbraio 1763 – Bologna, 1840) è stato un pittore italiano.

## Biografia
Giuseppe Fancelli era figlio del quadraturista Petronio e di Orsola Benedelli.
Fu battezzato a Bologna il 23 febbraio 1763. Compì i suoi studi tra l'Accademia di Belle Arti di Venezia, dove la famiglia si era trasferita nel 1774, e la scuola di decorazione di Bologna.  Nel 1788 vinse un premio, per la categoria di architettura, bandito dall'Accademia Clementina.
È stato un caposcuola della pittura paesistica e ornamentale bolognese.
Valente quadraturista e prospettico realizzò decorazioni in diverse chiese bolognesi, spesso in collaborazione con il fratello Pietro figurista.
Nell'ambito della sua collaborazione ai "lavori d'arte e di pietà" realizzò diversi monumenti tombali nella Certosa di Bologna da poco istituita di cui si conservano diversi disegni presso le collezioni d'arte della Cassa di risparmio; solo quattro sono ancora oggi visibili nel Chiostro III:
- Ginevra Gozzadini
- Francesco Tartagni Marvelli
- Gertrude Gnugni
- Ginevra Castelli

altri non più esistenti sono documentati da incisioni e disegni d'epoca:
- Francesco Monti Bendini
- Gaetano Micheli
- Gertrude Lazzari
- Amalia Gamberini
- Francesco Tartagni Marvelli
- 1806 Brigida Banti Zaccaria
- 1806 Giacomo Malvezzi Campeggi
- 1816 Claudia Marianna Albertazzi
- 1817 Anna Conti Castelli

Come vedutista ricordiamo le seguenti opere: 
- 1795 veduta della Madonna del Monte
- 1825 San Mamante di Lizzano in Belvedere
- 1827 veduta della piazza di Porretta

oltre a parecchi disegni dello stesso soggetto conservati:
- 3 presso la Pinacoteca nazionale di Bologna
- 19 presso le collezioni della Cassa di risparmio di Bologna - dedicati a paesaggi nei dintorni di Bologna e nella valle del Reno.

Giuseppe Fancelli morì a Bologna nel 1840.